# HD 5319
Désignations
HD 5319 est une étoile de magnitude 8 située à environ 319 années-lumière de la Terre dans la constellation de la Baleine. C’est une étoile sous-géante de type spectral K3, ayant épuisé l’hydrogène dans son noyau. Lorsqu’il s’agissait d’une séquence principale, le type spectral était F précoce ou A tardif.
La magnitude absolue (magnitude apparente à 10 parsecs) est de 3,05, ce qui se traduirait par une visibilité facile à l’œil nu, mais sa distance est dix fois plus grande, donc sa magnitude apparente est de 8,05 (100 fois plus faible que sa magnitude absolue), elle n’est pas visible à l’œil nu et des jumelles sont nécessaires.

## Système planétaire
Le 11 janvier 2007, la Lick–Carnegie Exoplanet Survey (en) a trouvé une exoplanète d’une masse minimale de 1,76 fois celle de Jupiter en orbite autour de l’étoile. Il a été publié dans l’édition du 1er décembre 2007 dans The Astrophysical Journal. Une deuxième planète a été découverte en novembre 2014. Les simulations orbitales de la stabilité dynamique du système planétaire indiquent qu’il est probable qu’il s’agisse d’une résonance de mouvement moyen de 4:3. Des simulations informatiques antérieures ont montré une incapacité à reproduire cette résonance dans les systèmes de géantes gazeuses en utilisant une variété de mécanismes de formation et de migration. Des analyses supplémentaires sur la stabilité du système montrent que les orbites des planètes peuvent devoir être inclinées l’une par rapport à l’autre pour maintenir la stabilité, bien que la solution la plus simple, comme en 2019, indique toujours que HD 5319 est instable.
| Planète | Masse            | Demi-grand axe (ua) | Période orbitale (jours) | Excentricité  | Inclinaison | Rayon |
| ------- | ---------------- | ------------------- | ------------------------ | ------------- | ----------- | ----- |
| b (en)  | ≥1,56 ± 0,29 MJ  | 1,57 ± 0,13         | 638,6 ± 1,2              | 0,015 ± 0,016 |             |       |
| c       | ≥ 1,02 ± 0,22 MJ | 1,94 ± 0,16         | 877,0 ± 4,9              | 0,109 ± 0,067 |             |       |